# Grand Prix moto d'Argentine 1995
Le  Grand Prix moto d'Argentine 1995 est la douzième manche du championnat du monde de vitesse moto 1995. La compétition s'est déroulée du 22 au 24 septembre 1995 sur le circuit Oscar Alfredo Galvez.
C'est la 8e édition du Grand Prix moto d'Argentine.

## Classement 500 cm3
| Pos  | Pilote               | Constructeur  | Temps/Écart     | Points |
| ---- | -------------------- | ------------- | --------------- | ------ |
| 1    | Mickael Doohan       | Honda         | 47 min 30 s 236 | 25     |
| 2    | Daryl Beattie        | Suzuki        | +2 s 293        | 20     |
| 3    | Luca Cadalora        | Yamaha        | +9 s 034        | 16     |
| 4    | Alex Criville        | Honda         | +10 s 675       | 13     |
| 5    | Loris Capirossi      | Honda         | +21 s 588       | 11     |
| 6    | Norifumi Abe         | Yamaha        | +22 s 006       | 10     |
| 7    | Carlos Checa         | Honda         | +30 s 488       | 9      |
| 8    | Alex Barros          | Honda         | +38 s 080       | 8      |
| 9    | Shinichi Itoh        | Honda         | +38 s 196       | 7      |
| 10   | Neil Hodgson         | Yamaha        | +50 s 555       | 6      |
| 11   | Juan Borja           | ROC Yamaha    | +51 s 177       | 5      |
| 12   | Bernard Garcia       | ROC Yamaha    | +1 min 15 s 890 | 4      |
| 13   | James Haydon         | Harris Yamaha | +1 min 18 s 132 | 3      |
| 14   | Sean Emmett          | Harris Yamaha | +1 min 18 s 340 | 2      |
| 15   | Adrien Bosshard      | ROC Yamaha    | +1 min 21 s 413 | 1      |
| 16   | Laurent Naveau       | ROC Yamaha    | +1 min 26 s 404 |        |
| 17   | Marc Garcia          | ROC Yamaha    | +1 min 31 s 564 |        |
| 18   | Eugene McManus       | Harris Yamaha | +1 tour         |        |
| 19   | Lucio Pedercini      | ROC Yamaha    | +1 tour         |        |
| 20   | Cristiano Migliorati | Harris Yamaha | +1 tour         |        |
| 21   | Lee Pullan           | Harris Yamaha | +1 tour         |        |
| Abd. | Scott Gray           | Harris Yamaha | Abandon         |        |
| Abd. | José Kuhn            | ROC Yamaha    | Abandon         |        |
| Abd. | Bernard Haenggeli    | ROC Yamaha    | Abandon         |        |
| Abd. | Frédéric Protat      | ROC Yamaha    | Abandon         |        |
| Abd. | Jeremy McWilliams    | Yamaha        | Abandon         |        |
| Abd. | Scott Russell        | Suzuki        | Abandon         |        |
| Abd. | Jean-Pierre Jeandat  | Paton         | Abandon         |        |
| Abd. | Loris Reggiani       | Aprilia       | Abandon         |        |
| Abd. | Marco Papa           | ROC Yamaha    | Abandon         |        |

## Classement 250 cm3
| Pos  | Pilote                    | Constructeur | Temps/Écart     | Points |
| ---- | ------------------------- | ------------ | --------------- | ------ |
| 1    | Max Biaggi                | Aprilia      | 44 min 48 s 738 | 25     |
| 2    | Tetsuya Harada            | Yamaha       | +0 s 204        | 20     |
| 3    | Doriano Romboni           | Honda        | +7 s 083        | 16     |
| 4    | Olivier Jacque            | Honda        | +7 s 680        | 13     |
| 5    | Jean-Philippe Ruggia      | Honda        | +7 s 866        | 11     |
| 6    | Ralf Waldmann             | Honda        | +10 s 154       | 10     |
| 7    | Tadayuki Okada            | Honda        | +29 s 242       | 9      |
| 8    | Jurgen Fuchs              | Honda        | +31 s 209       | 8      |
| 9    | Jurgen vd Goorbergh       | Honda        | +34 s 993       | 7      |
| 10   | Roberto Locatelli         | Aprilia      | +38 s 503       | 6      |
| 11   | Niall Mackenzie           | Aprilia      | +43 s 936       | 5      |
| 12   | Luis d'Antin              | Honda        | +56 s 044       | 4      |
| 13   | Sebastian Porto           | Aprilia      | +56 s 428       | 3      |
| 14   | Régis Laconi              | Honda        | +1 min 04 s 488 | 2      |
| 15   | Takeshi Tsujimura         | Honda        | +1 min 17 s 972 | 1      |
| 16   | Davide Bulega             | Honda        | +1 min 26 s 384 |        |
| 17   | José Barresi              | Honda        | +1 min 27 s 192 |        |
| 18   | Luis Maurel               | Honda        | +1 min 28 s 434 |        |
| 19   | Gregorio Lavilla          | Honda        | +1 min 44 s 665 |        |
| 20   | Pere Riba                 | Aprilia      | +1 min 47 s 132 |        |
| Abd. | Ruben Xaus                | Honda        | Abandon         |        |
| Abd. | Miguel Angel Castilla     | Honda        | Abandon         |        |
| Abd. | José Luis Cardoso         | Aprilia      | Abandon         |        |
| Abd. | Bernd Kassner             | Aprilia      | Abandon         |        |
| Abd. | Nobuatsu Aoki             | Honda        | Abandon         |        |
| Abd. | Kenny Roberts Jr          | Yamaha       | Abandon         |        |
| Abd. | Patrick van den Goorbergh | Aprilia      | Abandon         |        |
| Abd. | Adolf Stadler             | Aprilia      | Abandon         |        |
| Abd. | Jean-Michel Bayle         | Aprilia      | Abandon         |        |
| Abd. | Federico Gartner          | Honda        | Abandon         |        |
| Abd. | Massimiliano d'Agnano     | Aprilia      | Abandon         |        |
| Abd. | Roberto van Keulen        | Yamaha       | Abandon         |        |
| Abd. | Marcos Cativa Tolos       | Yamaha       | Abandon         |        |

## Classement 125 cm3
| Pos  | Pilote             | Constructeur | Temps/Écart     | Points |
| ---- | ------------------ | ------------ | --------------- | ------ |
| 1    | Emilio Alzamora    | Honda        | 43 min 03 s 230 | 25     |
| 2    | Masaki Tokudome    | Aprilia      | +12 s 520       | 20     |
| 3    | Dirk Raudies       | Honda        | +12 s 714       | 16     |
| 4    | Akira Saito        | Honda        | +12 s 967       | 13     |
| 5    | Oliver Koch        | Aprilia      | +13 s 516       | 11     |
| 6    | Herri Torrontegui  | Honda        | +13 s 612       | 10     |
| 7    | Peter Öttl         | Aprilia      | +16 s 526       | 9      |
| 8    | Jorge Martinez     | Yamaha       | +18 s 280       | 8      |
| 9    | Tomomi Manako      | Honda        | +18 s 594       | 7      |
| 10   | Hideyuki Nakajo    | Honda        | +19 s 241       | 6      |
| 11   | Takehiro Yamamoto  | Honda        | +19 s 514       | 5      |
| 12   | Yoshiaki Katoh     | Yamaha       | +20 s 298       | 4      |
| 13   | Noboru Ueda        | Honda        | +31 s 804       | 3      |
| 14   | Haruchika Aoki     | Honda        | +36 s 006       | 2      |
| 15   | Yoshiyuki Sugai    | Honda        | +39 s 017       | 1      |
| 16   | Manfred Geissler   | Aprilia      | +42 s 130       |        |
| 17   | Stefan Prein       | Honda        | +50 s 016       |        |
| 18   | Gabriele Debbia    | Yamaha       | +1 tour         |        |
| 19   | Markus Ober        | Honda        | +1 tour         |        |
| 20   | Damian Pereyra     | Yamaha       | +1 tour         |        |
| 21   | Pablo Zeballos     | Yamaha       | +1 tour         |        |
| 22   | Gaston Ruaben      | Yamaha       | +1 tour         |        |
| 23   | Hiroyuki Kikuchi   | Honda        | +1 tour         |        |
| Abd. | Nestor Amoroso     | Aprilia      | Abandon         |        |
| Abd. | Gianluigi Scalvini | Aprilia      | Abandon         |        |
| Abd. | Stefano Perugini   | Aprilia      | Abandon         |        |
| Abd. | Massimo d'Agnano   | Aprilia      | Abandon         |        |
| Abd. | Josep Sarda        | Honda        | Abandon         |        |
| Abd. | Kazuto Sakata      | Aprilia      | Abandon         |        |
| Abd. | Luigi Ancona       | Honda        | Abandon         |        |
| Abd. | Ken Miyasaka       | Horex        | Abandon         |        |
| Abd. | Tomoko Igata       | Honda        | Abandon         |        |
| Abd. | Andrea Ballerini   | Aprilia      | Abandon         |        |